# José Eulogio Gárate
José Eulogio Gárate (1944. szeptember 20. –) korábbi spanyol válogatott labdarúgó. Pályafutása nagy részét az Atlético Madridban töltötte.

## Statisztika
| Klub               | Szezon             | Bajnokság | Bajnokság | Kupa  | Kupa | Nemzetközi | Nemzetközi | Összesen | Összesen |
| Klub               | Szezon             | Mérk.     | Gól       | Mérk. | Gól  | Mérk.      | Gól        | Mérk.    | Gól      |
| ------------------ | ------------------ | --------- | --------- | ----- | ---- | ---------- | ---------- | -------- | -------- |
| Atlético de Madrid | 1966–67            | 14        | 9         | 0     | 0    | 3          | 0          | 17       | 9        |
| Atlético de Madrid | 1967–68            | 23        | 8         | 6     | 5    | 3          | 5          | 32       | 18       |
| Atlético de Madrid | 1968–69            | 20        | 14        | 4     | 1    | 2          | 0          | 26       | 15       |
| Atlético de Madrid | 1969–70            | 30        | 16        | 4     | 0    | 0          | 0          | 34       | 16       |
| Atlético de Madrid | 1970–71            | 28        | 17        | 4     | 3    | 6          | 2          | 47       | 4        |
| Atlético de Madrid | 1971–72            | 16        | 5         | 7     | 1    | 2          | 1          | 23       | 7        |
| Atlético de Madrid | 1972–73            | 24        | 5         | 2     | 0    | 0          | 0          | 26       | 5        |
| Atlético de Madrid | 1973–74            | 29        | 11        | 4     | 1    | 10         | 2          | 43       | 14       |
| Atlético de Madrid | 1974-75            | 32        | 17        | 6     | 2    | 4          | 1          | 40       | 20       |
| Atlético de Madrid | 1975-76            | 24        | 7         | 9     | 2    | 3          | 1          | 38       | 10       |
| Atlético de Madrid | 1976-77            | 1         | 0         | 0     | 0    | 0          | 0          | 1        | 0        |
| Atlético de Madrid | Atlético de Madrid | 241       | 109       | 46    | 15   | 33         | 12         | 322      | 136      |
| Karrier összesen   | Karrier összesen   | 241       | 109       | 46    | 15   | 33         | 12         | 322      | 136      |